# Плотников, Евгений Борисович
Евгений Борисович Плотников (1885 — 1965) — полковник Генерального штаба, герой Первой мировой войны.

## Биография
Из потомственных дворян. Сын ротмистра.
Окончил Псковский кадетский корпус (1903) и Михайловское артиллерийское училище (1906), откуда выпущен был подпоручиком в Гвардейскую запасную пешую батарею.
31 июля 1910 года переведен в Гвардейский мортирный артиллерийский дивизион. Произведен поручики 6 декабря 1909 года, в штабс-капитаны — 14 апреля 1913 года. В 1912 году окончил Николаевскую военную академию по 1-му разряду. В 1913 году был прикомандирован к лейб-гвардии 2-му стрелковому Царскосельскому полку на один год для командования ротой.
Участвовал в Первой мировой войне. Пожалован Георгиевским оружием
За то, что 21 и 22 октября 1914 года, на р. Сане, под сильным артиллерийским и ружейным огнем, произвел воздушную разведку и, несмотря на то, что аппарат получил несколько пробоин, спокойно довел разведку до конца, благодаря чему своевременно была произведена атака нашими войсками, приведшая к полному поражению противника.
16 ноября 1914 года переведен в Генеральный штаб капитаном, с назначением помощником старшего адъютанта отдела генерал-квартирмейстера штаба 3-й армии. 21 марта 1915 года назначен старшим адъютантом штаба 49-й пехотной дивизии. Удостоен ордена Св. Георгия 4-й степени
За то, что, занимая должность старшего адъютанта штаба 49-й пехотной дивизии, в период боев со 2-го по 21-е марта 1915 года в районе Конечно-Речетов-Нижний, ежедневно рекогносцировкой из передовых окопов нашей пехоты, пренебрегая всякой опасностью, настолько изучил расположение противника и подступы к его позициям, что данные его разведки, взятые в основание для действий 12-го и 21-го марта, оправдались полным успехом, достигнутым в эти бои, а именно; была прорвана укрепленная позиция противника у выс. 559, заняты ряд укрепленных высот и два ряда укрепленных позиций, причем было захвачено 15 пулеметов, 3 бомбомета, более 50-ти офицеров и 3000 нижних чинов.
2 октября 1915 года назначен исправляющим должность штаб-офицера для поручений при штабе 19-го армейского корпуса, а 15 августа 1916 года произведен в подполковники с утверждением в должности. 19 апреля 1917 года назначен и. д. начальника штаба 17-й пехотной дивизии. На 30 июля 1917 года — в той же должности. Произведен в полковники 15 августа 1917 года.
В апреле 1918 года добровольно вступил в РККА, с 9 сентября 1918 заведовал Курскими пехотными курсами. При оставлении Курска 12 августа 1919 года перешел к белым, затем — в Вооруженных силах Юга России, на 1 августа 1920 года — в Русской армии.
В эмиграции в Югославии. Состоял членом Общества офицеров Генерального штаба и Общества кавалеров ордена Св. Георгия.  В годы Второй мировой войны служил в Русском корпусе. С 25 ноября 1942 года назначен командиром 5-й юнкерской роты 3-го полка (в чине гауптмана), затем был преподавателем Военно-училищных курсов. После войны переехал в Венесуэлу. Умер в 1965 году в Каракасе. Похоронен на Южном городском кладбище.

## Семья
Был женат. Сын Борис (1920—2017) окончил Первый Русский кадетский корпус (1938). В 1942 году переехал в Германию, в 1947 году — в Венесуэлу. Работал инженером, состоял председателем Объединения кадет российских кадетских корпусов в Венесуэле. Был женат на Татьяне Александровне Савельевой (1920—2006), дочери инженера А. Е. Савельева.

## Награды
- Орден Святого Станислава 3-й ст. «за отличные успехи в науках» (ВП 19.05.1912)
- Орден Святого Владимира 4-й ст. с мечами и бантом (ВП 25.01.1915)
- Орден Святой Анны 3-й ст. с мечами и бантом (ВП 25.01.1915)
- Орден Святого Станислава 2-й ст. с мечами (ВП 25.01.1915)
- Георгиевское оружие (ВП 11.04.1915)
- Орден Святого Георгия 4-й ст. (ВП 26.08.1916)
- старшинство в чине подполковника с 6 декабря 1913 года (ПАФ 30.07.1917)